# Rumia
Rumia (německy Rahmel, kašubsky Rëmiô) je město v severním Polsku v Pomořském vojvodství v okrese Wejherowo. Nachází se u břehu řeky Zagórska Struga, asi 9 km západně od pobřeží Baltského moře, 10 km severozápadně od Gdyně, 32 km severozápadně od Gdaňsku a asi 369 km severozápadně od Varšavy. V roce 2023 zde žilo 53 316 obyvatel a je tak největším polským městem které není sídlem okresu.
Rumia je součástí tzv. trojměstské aglomerace a svým zastavěným územím navazuje na sousední města Reda a Gdyně. Městem prochází hlavní silnice 6, která je zde dvouprofilová.

## Historie
Město bylo poprvé písemně zmíněno mezi lety 1223 a 1224, ale zdejší oblast byla obydlena již v době železné. 

## Památky
- Kostel Povýšení Svatého Kříže
- Kostel sv. Josefa a sv. Judy Tadeáše
- Kostel Nejsvětější Panny Marie, Pomocnice křesťanů
- Kostel blahoslaveného Edmunda Bojanowského a sv. Antonína Paduánského
- Zřícenina kostela svatého Kříže